# Нестеренко, Павел Николаевич
Нестеренко, Павел Николаевич (род. 24 июля 1957, Глазов) — российский ученый-химик, доктор химических наук, профессор Московского государственного университета имени М. В. Ломоносова.

## Биография
Павел Николаевич Нестеренко родился в г. Глазове Удмуртской Республики 24 июля 1957 года в семье военного.
В 1974 году окончил среднюю школу № 20 г. Красноярска и поступил на химический факультет МГУ имени М. В. Ломоносова. В 1979 г. закончил поступил в аспирантуру того же университета и в 1984 г. защитил кандидатскую диссертацию по специальности аналитическая химия на тему «Адсорбция золота комплексообразующими минеральными адсорбентами и их использование в аналитической химии».
После окончания аспирантуры работал в должности младшего научного сотрудника отдела нейрофармакологии ЦНИЛ Минздрава СССР (1983—1986 гг.), Всесоюзном институте общей и судебной психиатрии им. В. И. Сербского (1986 г), а в 1987 г. переведен на работу во ВНИИ генетики и селекции промышленных микроорганизмов, где занимался разработкой хроматографических методов анализа культуральных жидкостей при производстве аминокислот. С 1988 г. работал старшим научным, а с 2001 г. по 2007 г. ведущим начным сотрудником лаборатории хроматографии кафедры аналитической химии Химического факультета МГУ им. М. В. Ломоносова. В 1999 г. защитил докторскую диссертацию на тему «Высокоэффективная комплексообразовательная хроматография ионов металлов», а 2003 г. получил звание профессора по специальности аналитическая химия.
В 2006—2018 гг. работал в Австралийском центре по наукам о разделении (Australian Centre for Research of Separation Science) Университет Тасмании в Хобарте (Австралия) в качестве профессора (Quantum Leap Professor and New Star Professor).
В настоящее время, П. Н. Нестеренко работает в качестве ведущего научного сотрудника НИЛ адсорбции и хроматографии Химического факультета МГУ им. М. В. Ломоносова.

## Область научных интересов
Разработка новых технологий в науках о разделении, включая различные варианты высокоэффективной жидкостной хроматографии таких как, высокоэффективная комплексообразовательная хроматография ионов металлов, хроматофокусирование металлов, многомерная хроматография и методы капиллярного электрофореза, а также применение аддитивных технологий в аналитической химии. Синтез, изучение и применение новых сорбционных материалов, включая комплексообразующие сорбенты на основе силикагеля и органических полимеров, углеродные сорбенты (графитированный углерод и различные виды алмаза) ионообменники и композиционные сорбенты на основе наночастиц.
Автор более чем 360 научных трудов, включая 4 монографии, 14 глав в книгах, 24 обзорных и более 310 научных статей и 12 патентов. Под его руководством защищено более 20 кандидатских диссертаций и 30 дипломных работ.
Приглашенный профессор Дублинского Городского университета (2005—2010 гг., Дублин, Ирландия) и Чжэцзян Шурен университета (с 2018 г. по настоящее время, Ханчжоу, КНР).

## Награды и стипендии
Премия правительства Москвы за достижения в исследованиях и новые образовательные технологии среди профессоров в 2005 г., именная стипендия (E.T.S. Walton Award) Научного фонда Ирландии (Science Foundation of Ireland) в 2004 г., Международная награда за выдающийся вклад в развитие ионной хроматографии в 2006 г.